# Kazimierz Dyński
Kazimierz Romuald Dyński (ur. 27 września 1964 w Chełmie) – generał brygady Wojska Polskiego, od listopada 2021 r. szef Zarządu Obrony Powietrznej i Przeciwrakietowej – zastępca Inspektora Rodzajów Wojsk Dowództwa Generalnego RSZ.

## Edukacja
Jest absolwentem Liceum Lotniczego w Zielonej Górze (1983). W 1987 roku ukończył Wyższą Oficerską Szkołę Radiotechniczną (WOSR) w Jeleniej Górze. Jest absolwentem Akademii Obrony Narodowej (1996), studiów podyplomowych w WSH w Pułtusku (1999), Akademii Wojennej Sił Powietrznych (Air War College) w Maxwell – USA (2004) oraz szeregu kursów poziomu operacyjno- strategicznego NATO.

## Służba
Po ukończeniu szkoły oficerskiej, skierowany do 26 Brygady Rakietowej Obrony Powietrznej, rozpoczął służbę zawodową w 38. dywizjonie rakietowym Obrony Powietrznej w Stargardzie Szczecińskim. Od 1996 roku, po ukończeniu Akademii Obrony Narodowej, pełnił służbę w Dowództwie Wojsk Lotniczych i Obrony Powietrznej w Warszawie na stanowiskach specjalisty i starszego specjalisty Oddziału Szkolenia Operacyjno-Taktycznego. W roku 1999 objął stanowisko szefa Oddziału Operacyjnego, a następnie od 2004 r. zastępcy szefa Zarządu Operacji Powietrznych.
W latach 2006–2009 wykonywał obowiązki szefa Zarządu Szkolenia - Sojuszniczego Dowództwa Komponentu Powietrznego w Ramstein (Niemcy). W latach 2009–2011 był przedstawicielem narodowym w Radzie Dyrektorów NAPMO – organizacji zarządzającej planowaniem użycia i zabezpieczenia samolotów typu E-3A systemu AWACS. W roku 2011 wyznaczony na stanowisko zastępcy szefa Zarządu Szkolenia Sztabu Generalnego Wojska Polskiego. Szef Grupy Projektowej w Zespole ds. Nowego Systemu Kierowania i Dowodzenia SZ RP (2013). Od sierpnia 2013 roku skierowany do Grupy Organizacyjnej Dowództwa Generalnego Rodzajów Sił Zbrojnych, a następnie od 1 stycznia 2014 r. wyznaczony na stanowisko szefa Zarządu Operacyjnego - zastępcy szefa Sztabu Dowództwa Generalnego Rodzajów Sił Zbrojnych.
Za szczególne osiągnięcia w budowaniu systemu obronnego państwa wyróżniony wpisem do Księgi Honorowej Wojska Polskiego. W latach 2015–2016, Decyzją MON wyznaczony na Przewodniczącego Wojskowego Komitetu Normalizacyjnego (WKN). Od grudnia 2016 do sierpnia 2018 roku, decyzją Ministra Obrony Narodowej A. Macierewicza przeniesiony do rezerwy kadrowej. Dyrektor Biura Organizacyjnego Międzynarodowych Pokazów Lotniczych Radom Air Show edycji 2017 oraz 2018. Od 1 lipca 2020 r. wyznaczony na Dowódcę 3. Warszawskiej Brygady Rakietowej Obrony Powietrznej.
Postanowieniem Prezydenta RP Andrzeja Dudy z dnia 7 sierpnia 2020 roku mianowany na stopień generała brygady. Akt mianowania odebrał 14 sierpnia 2020 roku z rąk Prezydenta RP w Pałacu Prezydenckim.
Od listopada 2021 roku Szef Zarządu Obrony Powietrznej i Przeciwrakietowej – Zastępca Inspektora Rodzajów Wojsk

## Awanse
- podporucznik – 1987
- porucznik – 1990
- kapitan – 1994
- major – 1998
- podpułkownik – 2000
- pułkownik – 2003
- generał brygady – 14 sierpnia 2020[8]

## Ordery i odznaczenia
- Złoty Krzyż Zasługi – 2024[1]
- Brązowy Krzyż Zasługi – 2000
- Lotniczy Krzyż Zasługi – 2021
- Srebrny Medal za Długoletnią Służbę – 2013
- Złoty Medal „Siły Zbrojne w Służbie Ojczyzny” – 2014
- Srebrny Medal „Siły Zbrojne w Służbie Ojczyzny” – 2003
- Złoty Medal „Za zasługi dla obronności kraju” – 2014
- Srebrny Medal „Za zasługi dla obronności kraju” – 2009
- Brązowy Medal „Za zasługi dla obronności kraju” – 2005
- Krzyż XXX-lecia Ordynariatu Polowego – 2021
- Medal „W służbie Bogu i Ojczyźnie” – 2019
- Zasłużony Żołnierz Rzeczypospolitej Polskiej II stopnia – 2013
- Złoty Medal „Za Zasługi dla Pożarnictwa” – 2021
- Medal pamiątkowy 100-lecia Garnizonu Wojska Polskiego Leszno – 2021<
- Odznaka Honorowa Sił Powietrznych – 2015
- Odznaka pamiątkowa Sztabu Generalnego WP (nr A-1010) – 2012
- Odznaka pamiątkowa Dowództwa Generalnego RSZ (nr 017) – 2014
- Odznaka pamiątkowa 3.BR OP – 2020
- Odznaka pamiątkowa 32.dr OP – 2021
- Odznaka pamiątkowa 33.dr OP – 2020
- Odznaka pamiątkowa 34.dr OP – 2020